# Cyrtopholis regibbosa
Espèce
Synonymes
- Cyrtopholis regibbosus Rudloff, 1994

Cyrtopholis regibbosa est une espèce d'araignées mygalomorphes de la famille des Theraphosidae.

## Distribution
Cette espèce est endémique de la province de Santiago de Cuba à Cuba,.

## Publication originale
- Rudloff, 1994 : Zwei neue Cyrtopholis-Arten aus Kuba (Araneida: Theraphosidae: Theraphosinae). Arthropoda, vol. 2, p. 42-49.